# Pichincha tartomány

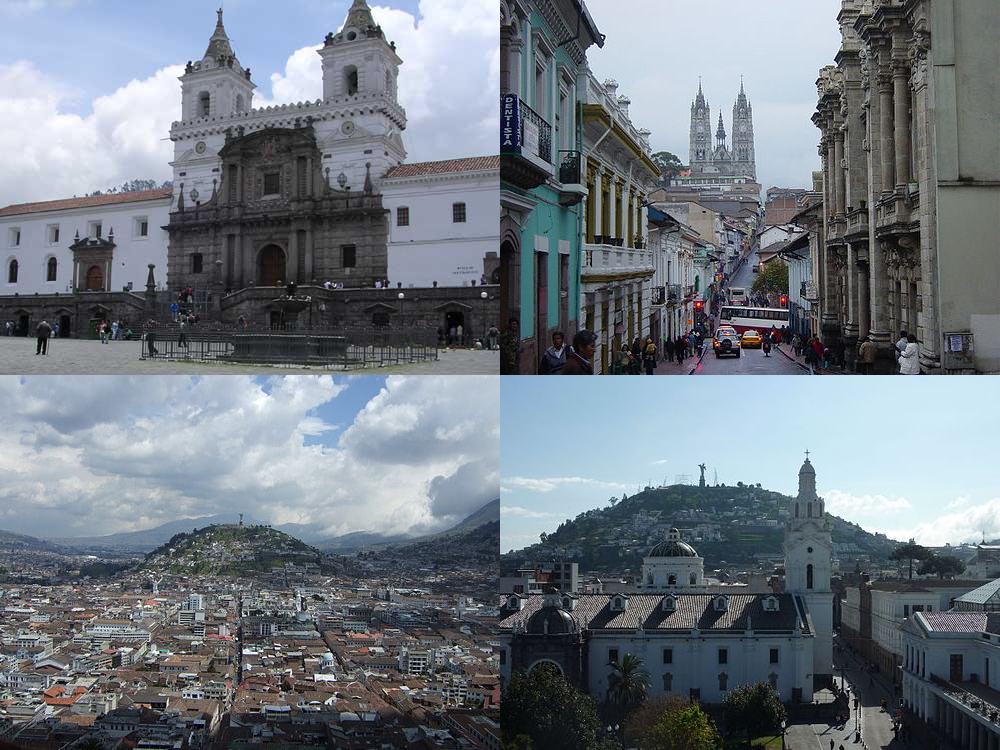
Quito történelmi központja, a legelső világörökségi helyszín.

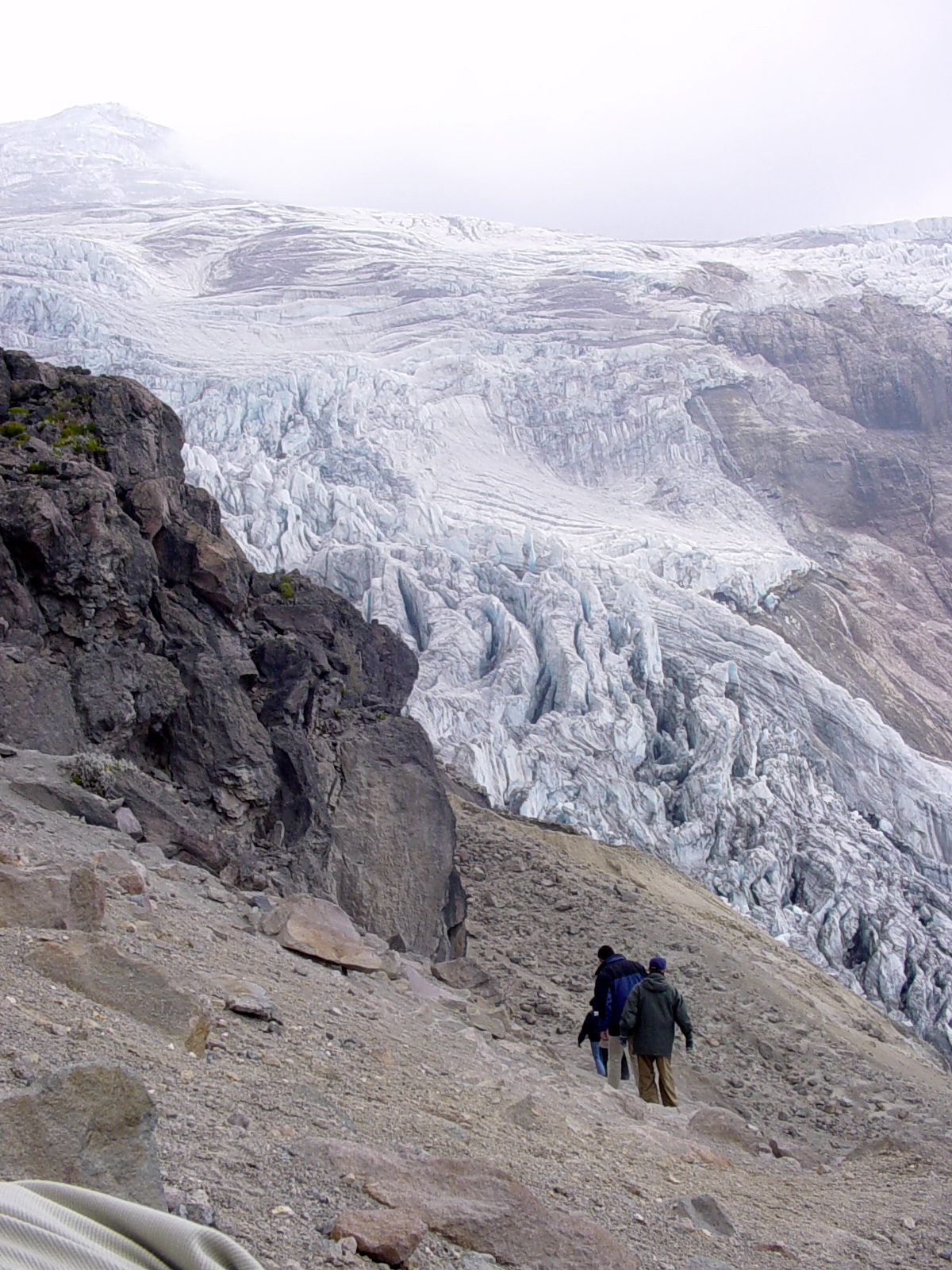
A Cayambe vulkán.

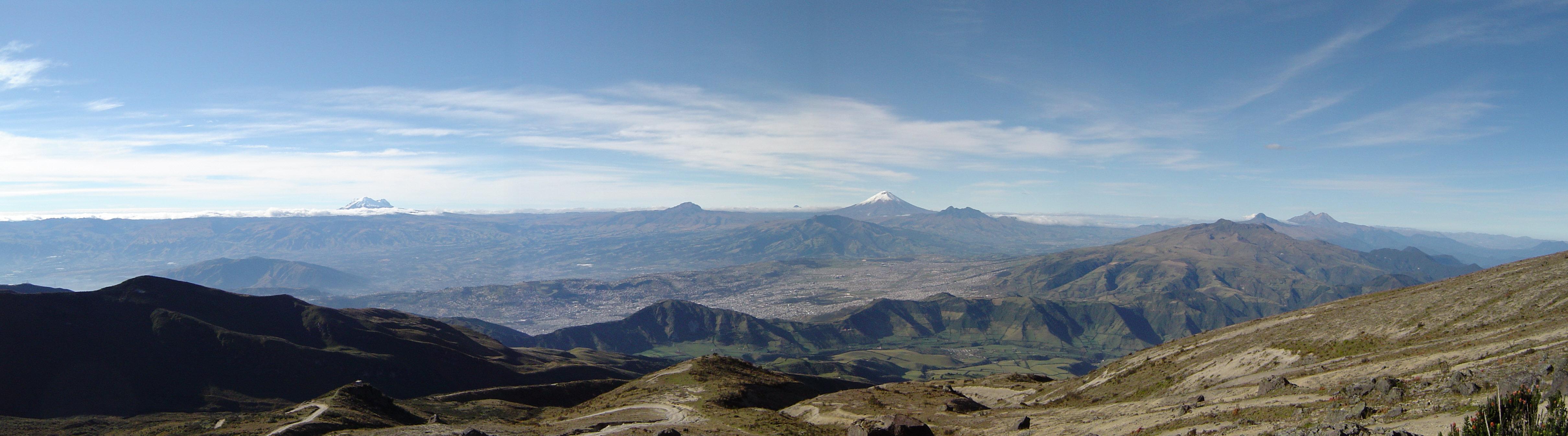
Panorama a tartományban: (balról) Ilaló, Antisana, Sincholagua, Quilindaña, Pasochoa, Cotopaxi, Rumiñahui, Atacazo, Corazón és Illinizas.

Pichincha Ecuador egyik tartománya a sierra vidék északi részén, amelynek fővárosa és legnagyobb városa Quito. Határai északról  az Imbabura és Esmeraldas tartományok, délről a Cotopaxi és Santo Domingo de los Tsáchilas tartományok, keletről a Napo és Sucumbíos tartományok valamint nyugatról az Esmeraldas és Santo Domingo de los Tsáchilas tartományok.
2008 előtt a Santo Domingo de los Colorados is Pichincha tartomány részét képezte, azonban ma már önálló tartomány - Santo Domingo de los Tsáchilas.

## Közigazgatási beosztása
A tartománynak 8 kantonja van.
| Kanton                   | Népesség (2001) | Terület (km²) | Kantonná válása | Székhely                 |
| ------------------------ | --------------- | ------------- | --------------- | ------------------------ |
| Cayambe                  | 69 800          | 1187          | July 23, 1883   | Cayambe                  |
| Mejía                    | 62 888          | 1459          | July 23, 1883   | Machachi                 |
| Pedro Moncayo            | 25 594          | 333           | Sep. 26, 1911   | Tabacundo                |
| Pedro Vicente Maldonado  | 9 965           | 657           | Jan. 28, 1992   | Pedro Vicente Maldonado  |
| Puerto Quito             | 17 100          | 719           | Apr. 1, 1996    | Puerto Quito             |
| Quito                    | 1 839 853       | 4204          | Dec. 6, 1534    | Quito                    |
| Rumiñahui                | 65 882          | 134           | May 31, 1938    | Sangolquí                |
| San Miguel de Los Bancos | 10 717          | 801           | Feb. 14, 1991   | San Miguel de los Bancos |